# فأر خادم
فأر خادم (الاسم العلمي: Mus famulus) (بالإنجليزية: Servant Mouse)‏ هو نوع من الحيوانات يتبع جنس الفأر من الفصيلة الفأرية.